# Нитрид алюминия
Нитри́д алюми́ния (алюмонитри́д) — бинарное неорганическое химическое соединение алюминия с азотом. Химическая формула — AlN.

## История
Нитрид алюминия был впервые синтезирован в 1877 году, но только в середине 1980-х его важность для практического применения в микроэлектронике была оценена из-за относительно высокой для керамических материалов теплопроводности (70—210 Вт·м−1·K−1 — для поликристаллического материала, и до 275 Вт·м−1·K−1 — для монокристаллов). Этот материал представляет интерес как нетоксичная альтернатива оксиду бериллия. Кроме того, методы металлизации позволяют применять соединение в электронике вместо оксида алюминия.

## Физические свойства
Нитрид алюминия — материал с ковалентными связями, имеющий гексагональную кристаллическую структуру типа вюрцита. Кристаллографическая группа для этой структуры — {\displaystyle {\mathsf {C_{6v}^{4}-P6_{3}mc}}}.

## Химические свойства
Белый порошок или бесцветные прозрачные кристаллы. Медленно растворяется в горячих минеральных кислотах. Холодные НCl, H2SО4, HNO3 и царская водка действуют слабо, холодная HF не действует.
Концентрированные горячие растворы щелочей разлагают с выделением NH3. Вещество устойчиво к высоким температурам в инертных атмосферах.
На воздухе поверхностное окисление происходит выше 700 °C, и при комнатной температуре были обнаружены поверхностные окисленные слои толщиной 5—10 нм. Этот окисный слой оксида алюминия защищает от окисления до 1370 °C. Выше этой температуры происходит объёмное окисление материала.
Нитрид алюминия устойчив в атмосферах водорода и углекислого газа до 980 °C. Вещество медленно реагирует с неорганическими кислотами на границах кристаллических зёрен, также с сильными щелочами. Медленно гидролизуется в воде.

## Применение
Относится к классу неоксидной керамики.
- Производство светодиодов (полупроводник с шириной прямой запрещённой зоны 6 эВ)[1].
- Материалы из нановолокна[источник не указан 1549 дней].
- Материал для керамики с высокой теплопроводностью (вместо токсичного оксида бериллия) — для подложек полупроводниковых компонентов.

## Получение
Восстановлением Аl2О3 углём в атмосфере азота:
{\displaystyle {\ce {Al2O3{}+3C{}+N2->[1600-1800~^{\circ }{\ce {C}}]2AlN{}+3CO}}}.
Также нитрид алюминия можно получить с помощью азотирования (без доступа кислорода) с порошком алюминия:
{\displaystyle {\ce {N2{}+2Al->[800-1200~^{\circ }{\ce {C}}]2AlN}}}.
Пропусканием аммиака через расплавленный алюминий:
{\displaystyle {\ce {2 Al{}+ 2 NH3 ->[t>600\ ^{{\ce {o}}}{\ce {C}}] 2 AlN{}+ 3{}H2 ^}}}.